# Адольф Штерн
Адольф Штерн (нім. Adolf Stern, ім'я дане при народженні — Фрідріх Адольф Ернст, нім. Friedrich Adolf Ernst; 14 червня 1835, Лейпциг — 15 квітня 1907, Дрезден) — німецький письменник, поет, історик німецької літератури і педагог. 

## Біографія
Адольф Штерн народився 14 червня 1835 в місті Лейпцигу. Через фінансові проблеми в родині, він був змушений залишити школу до її закінчення, однак завдяки старанній самоосвіті йому вдалося заповнити прогалини в освіті. З 1852 року Штерн слухав лекції з історії, порівняльної лінгвістики, літератури та історії мистецтв в університетах рідного міста і Єни. 
1868 року Штерн був призначений професором історії німецької літератури в Дрезденському політехнікумі (нині Дрезденський технічний університет), де викладав до самої смерті. 
Штерн перебував під впливом літературно-політичного руху «Молода Німеччина», a також реалістів Отто Людвіга і Христіана Фрідріха Геббеля. Разом з Еріхом Шмідтом Штерн належав до найбільш відомих істориків німецької літератури. 
Його «Історію літератури» в 7 томах відносили свого часу до найкращих творів в цій царині; він написав близько десяти історій літератури (за сторіччями або країнами, але найбільше про новітню літературу); видав з примітками і цінними статтями твори Гауффе, Гердера, Кернера, О. Людвіга, Вільмара, Корнеліуса та деяких інших німецьких літераторів. 
Штерн писав також вірші, зокрема його збірка «Gedichte» кілька разів перевидавалася; популярністю користувалися також і його новели (3-тє вид., 1909). 
Після ранньої смерті першої дружини Мальвіни в 1877 році, 1881 року Штерн одружився вдруге з Маргаритою Герр (Herr; 1857-1899), яка була відомою піаністкою і музичним педагогом, ученицею Ференца Ліста і Клари Шуман. 
Адольф Штерн помер 15 квітня 1907 року в місті Дрездені.

### Вибрані праці Адольфа Штерна
- «Sangkönig Hiarne» (1853);
- «Gedichte» (1855—1880);
- «Poetische Erzählungen» (1855);
- «Zwei Frauenbilder» (1856);
- «Jerusalem» (1858);
- «Die Puritanerin» (1859);
- «Bruwer und Rubens» (1861);
- «Bis zum Abgrund» (1861);
- «Die neuen Rolandsknappen» (1862);
- «Am Königssee» (1863);
- «Historische Novellen» (1866);
- «Das Fräulein von Augsburg» (1868);
- «Johannes Gutenberg» (1872);
- «Neue Novellen» (1875);
- «Wanderbuch» (1877);
- «Bilder und Skizzen» (1878);
- «Auf fremder Erde» (1879);
- «Aus dunklen Tagen» (1879);
- «Violanda Robustella» (1880);
- «Die letzten Humanisten» (1881);
- «Ohne Ideale» (1882);
- «Hagbarth u. Signe» (1882);
- «Drei venezianische Novellen» (1886);
- «Camoens» (1886);
- «Die Wiedergefundene» (1891);
- «Die Ausgestossenen» (1896);
- «Wolfgangs Römerfahrt» (1896).

### Історико-літературні праці
- «Pantheon deutscher Dichter» (1856);
- «Vier Titularkönige im XVIII Jahrh.» (1860);
- «Volksbibliothek der Litteratur des XVIII Jahrh.» (1866);
- «Fünfzig Jahre deutscher Dichtung» (1871);
- «Fünfzig Jahre deutscher Prosa» (1872);
- «Aus dem XVIII Jahrhundert» (1874);
- «Katechismus der allgemeinen Litteraturgeschichte» (1874);
- «Der Untergang des altenglischen Theaters» (1876);
- «Zur Litteratur der Gegenwart» (1880);
- «Lexikon der deutschen Nationallitteratur» (1882);
- «Geschichte der neueren Litteratur» (1883—1885);
- «Hermann Hettner» (1885);
- «Die deutsche Nationallitteratur von Goethes Tode bis zur Gegenwart» (1886);
- «Geschichte der Weltlitteratur» (1887; русский перевод, СПб., 1880);
- «Die Musik in der deutschen Dichtung» (1888);
- «Otto Ludwig, ein Dichterleben» (1891);
- «Beiträge zur Litteraturgeschichte des XVII ur XVIII Jahrh.» (1892);
- «Studien zur Litterat u. der Gegenwart» (1895)[10].